# جایزه بزرگ چین
جایزه بزرگ چین یکی از مسابقات قهرمانی جهان فرمول یک است که در پیست بین‌المللی شانگهای در ژیادینگ برگزار می‌شود. این پیست با هزینه ۲۴۰ میلیون دلار در سال ۲۰۰۴ تکمیل شد و در آن زمان گران‌ترین پیست فرمول یک بود. هرچند پیست ابوظبی که با هزینه ۶ میلیارد دلار در سال ۲۰۰۹ افتتاح شد، عنوان گران‌ترین پیست را از پیست شانگهای گرفت. طول مسیر پیست ۵٫۴۵۱ کیلومتر است و یکی از فنی‌ترین ترکیب پیچ‌های تقویم فرمول یک را در خود دارد. پیچ‌های ۱ و ۲ گردش به راست با زاویهٔ ۲۷۰ درجه هستند.
برنامه‌ریزی شده است که تا سال ۲۰۲۰ این مسابقه در تقویم فرمول یک باقی بماند.

## تاریخچه
طرح اجرای جایزه بزرگ چین در دههٔ ۱۹۹۰ آغاز شد. حکومت چین ابتدا تصمیم داشت پیست فرمول یکی در شهر جوهای در استان گوانگ‌دونگ بسازد. پیست بین‌المللی جوهای طراحی و ساخته شد و به طور موقت به تقویم مسابقات قهرمانی فرمول یک ۱۹۹۹ افزوده شد؛ ولی مسیر مسابقه نتوانست معیارهای مشخص شده توسط فدراسیون بین‌المللی اتومبیل‌رانی را برآورده کند. هرچند چین تسلیم نشد و در نهایت با کمک برگزار کنندگان جایزه بزرگ ماکائو نخستین دورهٔ فرمول یک را در سال ۲۰۰۴ برگزار کرد.
در سال ۲۰۰۲ امضای قرارداد هفت‌ساله میان مدیریت پیست بین‌المللی شانگهای و مدیریت فرمول یک برای میزبانی جایزه بزرگ چین از فصل ۲۰۰۴ تا فصل ۲۰۱۱ اعلام شد. نخستین جایزه بزرگ چین در ۲۶ سپتامبر ۲۰۰۴ برگزار شد و با پیروزی روبنس باریکلو از تیم فراری به پایان رسید. سال بعد، چین میزبان آخرین مرحلهٔ فرمول یک بود که به نخستین قهرمانی فرناندو آلونسو منجر شد. در جایزه بزرگ چین ۲۰۰۶ نیز میشائیل شوماخر برنده شد که آخرین پیروزی او در فرمول یک بود.
در نوامبر ۲۰۰۸ بی‌بی‌سی گزارش داد که یکی از مسئولان ارشد مسابقه به نام کیو ویچانگ پیشنهاد تعطیلی آن را به دلیل زیان‌ده بودن کرده‌است. پس از بروز مورد مشابه برای جایزه بزرگ فرانسه، کیو ویچانگ گفت آیندهٔ مسابقه در دست بررسی است و تصمیمی در سال ۲۰۰۹ اتخاذ خواهد شد.
سال ۲۰۱۰ سپری شد و خبر رسمی در زمینهٔ تمدید قرارداد هفت‌سالهٔ اولیه منتشر نشد. ولی پس از مسابقه شانگهای ۲۰۱۰ برنی اکلستون که قرارداد پیست‌ها را مدیریت می‌کند، اعلام کرد در تقویم ۲۰۱۱ هیچ چیزی حذف نخواهد شد.
در فوریهٔ ۲۰۱۱ توافق میان فرمول یک و برگزار کنندگان مسابقهٔ چین امضا شد. به نظر می‌رسد که دلیل تأخیر، هزینهٔ پرداختی به فرمول یک برای میزبانی مسابقه بوده‌باشد. پس از چند سال زیان‌دهی، برگزار کنندگان از پرداخت هزینهٔ مورد نیاز که گفته می‌شد یکی از بالاترین هزینه‌های پرداختی برای میزبانی مسابقهٔ فرمول یک بود، خودداری کردند. به نظر می‌رسد که مدیران فرمول یک هزینه را کاهش دادند و توافقی تازه برای میزبانی مسابقه فرمول یک تا سال ۲۰۱۷ اجرا شد.
در سپتامبر ۲۰۱۷ قراردادی سه‌ساله برای میزبانی مسابقه اعلام شد و مسابقه تا سال ۲۰۲۰ در تقویم ماند.

## حامیان مالی
- ۲۰۰۴ تا ۲۰۰۸: ساینوپک
- ۲۰۱۱ تا ۲۰۱۴: یوبی‌اس
- ۲۰۱۶: پیرلی
- ۲۰۱۷ تاکنون: هاینکن